# Contea di Zamtang
La contea di Zamtang (壤塘县S) è una contea della Cina, situata nella provincia di Sichuan e amministrata dalla prefettura autonoma tibetana e Qiang di Aba.